# ياسين حامد (لاعب كرة قدم أوكراني)
ياسين سليمان حامد (بالأوكرانية: Ясин Сулейманович Хамід) ـ (ولد في خاركيف، أوكرانيا، في 10 يناير 1993) هو لاعب كرة قدم أوكراني محترف من أصول مصرية، يلعب في مركز المهاجم في نادي زيرا بدوري أذربيجان الممتاز.

## روابط خارجية
- ياسين حامد على موقع اتحاد أوكرانيا (الإنجليزية)
- ياسين حامد على موقع Soccerway.com (الإنجليزية)